# Cabo de vassoura
Ponta de cabo de vassoura em material plástico
O cabo de vassoura é um componente essencial de utensílios domésticos de limpeza, como vassouras e rodos, utilizado para proporcionar suporte estrutural e facilitar o manuseio durante a varrição ou esfregação de superfícies. Geralmente fabricado em materiais como madeira, alumínio ou plástico, o cabo varia em comprimento, diâmetro e acabamento, adaptando-se a diferentes tipos de tarefas e preferências do usuário.

## Descrição
O cabo de vassoura é caracterizado por sua forma alongada e cilíndrica, projetada para oferecer ergonomia e resistência. Os modelos mais comuns têm entre 1,2 e 1,5 metros de comprimento, permitindo que o usuário limpe o chão sem se curvar excessivamente.
A extremidade superior pode incluir um acabamento liso ou uma empunhadura, enquanto a inferior é frequentemente equipada com rosca ou encaixe para fixar as cerdas da vassoura ou outros acessórios de limpeza. Os materiais mais utilizados na fabricação incluem:  
- Madeira: Tradicional e sustentável, como pinus ou eucalipto, com acabamento lixado ou envernizado.[2]

- Alumínio: Leve, resistente à corrosão e durável, comum em modelos industriais.[3]

- Plástico: Econômico e versátil, frequentemente usado em cabos ajustáveis ou coloridos.[2]

## História
A origem exata do cabo de vassoura é incerta, mas seu uso está ligado à evolução das vassouras como ferramentas de limpeza. Antes do desenvolvimento de cabos fixos, galhos ou varas eram improvisados para varrer. Com o tempo, a produção de cabos padronizados tornou-se comum, especialmente a partir do século XIX, com a Revolução Industrial, quando máquinas começaram a fabricar utensílios de limpeza em larga escala. No Brasil, o cabo de vassoura de madeira é amplamente associado à cultura popular, muitas vezes feito artesanalmente ou reaproveitado de materiais disponíveis. 

## Usos
O cabo de vassoura é usado principalmente como parte de vassouras para varrer pisos internos e externos. Além disso, pode ser adaptado para outros fins, como suporte para rodos ou esfregões, ferramenta improvisada em jardinagem ou construção, e até objeto em brincadeiras ou artesanato infantil. Em contextos jurídicos no Brasil, o cabo de vassoura já foi reconhecido como arma branca em casos de ameaça ou agressão, devido à sua rigidez e elevada capacidade de causar lesões de grandes proporções.  

## Variações
Existem diversas variações do cabo de vassoura, incluindo: 
- Cabo telescópico: Ajustável em comprimento, geralmente de alumínio ou plástico.
- Cabo com rosca: Permite a troca de acessórios, como cerdas ou escovas.
- Cabo curto: Usado em vassouras pequenas para crianças ou limpeza de superfícies altas.

## Cuidados
Para prolongar a vida útil do cabo, recomenda-se evitar exposição prolongada à umidade (no caso de madeira), armazená-lo em local seco e inspecionar regularmente por pontos de fraqueza, rachaduras ou desgaste. Cabos de alumínio e plástico requerem menos manutenção e podem ser reciclados ao fim de sua utilização.